# شبی در بهشت
یک شب در بهشت (به انگلیسی: A Night in Heaven) یک فیلم سینمایی آمریکایی در ژانر رمانتیک محصول سال ۱۹۸۳ میلادی به کارگردانی جان جی آویلدسن است.
این فیلم با نقدهای عمدتاً منفی منتقدان مواجه شد، اما به‌خاطر ترانهٔ «بهشت» از برایان آدامز مورد توجه قرار گرفت.

## بازیگران
- کریستوفر اتکینز درنقش ریک مونرو
- لسلی آن وارن درنقش فای هانلون
- رابرت لوگان درنقش ویتنی هانلون
- دانی تریو را درنقش تونی
- دبورا راش درنقش پتسی
- ساندرا بیل به عنوان اسلیک
- آلیکس الیاس به عنوان شرلی
- کری اسنادگرس درنقش خانم جانسون
- اندی گارسیا[۳][۴]

## باکس آفیس
این اثر سینمایی هم در نگاه منتقدان منفی بود و هم در گیشه نامعقول بود و با شکست تجاری روبه رو شد و تبدیل به بمب گیشه شد فیلم با بودجه ۶ میلیون دلاری ساخته شد ولی چیزی در حدود ۵٫۵ میلیون دلار درآمد داشت.